# Uca
Uca es un género de crustáceos decápodos formado por aproximadamente 94 especies de cangrejos marinos semi-terrestres de la familia Ocypodidae, conocidos vulgarmente como cangrejos violinistas o barriletes. El nombre común se debe a sus quelas, pinzas o "tenazas" son extremadamente diferentes en tamaño. La especie más conocida es Uca pugnax. Su cefalotórax es trapezoidal. Los cangrejos violinistas están estrechamente emparentados con los cangrejos fantasma del género Ocypode. Son cangrejos de pequeñas dimensiones, miden de 2,5 a 3 cm de largo.   Se encuentran a lo largo de las zonas intermareales, lagunas y pantanos.
Al igual que todos los cangrejos, mudan sus conchas a medida que crecen. Si han perdido las patas o las garras en la etapa de crecimiento, las regenerarán luego de la muda. Si la "garra de violín" se pierde, los machos desarrollarán una en el lado opuesto en la muda siguiente. Los cangrejos recién mudados son muy vulnerables debido a su caparazón blando. Son solitarios y se esconden hasta que se endurezca el nuevo caparazón.
El macho tiene una pinza delantera de gran tamaño, a menudo de color llamativo, que representa hasta la mitad de su peso corporal; la otra pinza es mucho más pequeña y sirve para cavar, como las dos pinzas de la hembra, las cuales son más pequeñas y menos llamativas.

## Ecología
Habita zonas de estuarios intermareales y submareales, generalmente con fondos de fango o lodo.
Se encuentra en manglares, las marismas, y en las playas de arena o barro de África occidental, el Atlántico Occidental, Pacífico Oriental y el Indo-Pacífico. Son fácilmente reconocibles por sus garras claramente asimétrica.
Los cangrejos violinistas suelen ser gregarios, y se reúnen en bancos de cieno durante la marea baja. Cada individuo excava un túnel de unos 30 cm en la arena o el fango, que le sirve de escondite y de refugio, volviendo a él a la menor señal de peligro, y en él permanece durante la pleamar. Suele permanecer en las proximidades del orificio. 
Se comunican por una secuencia de gestos y ondas (giros de sus garras); los machos tienen una garra de gran tamaño o quelípedo, que se utiliza en los enfrentamientos de combate ritual de cortejo.
Son detritívoros. Se alimentan principalmente filtrando detritos (materia orgánica en descomposición), aunque también pueden alimentarse de animales muertos.

Anatomía general de un cangrejo violinista.

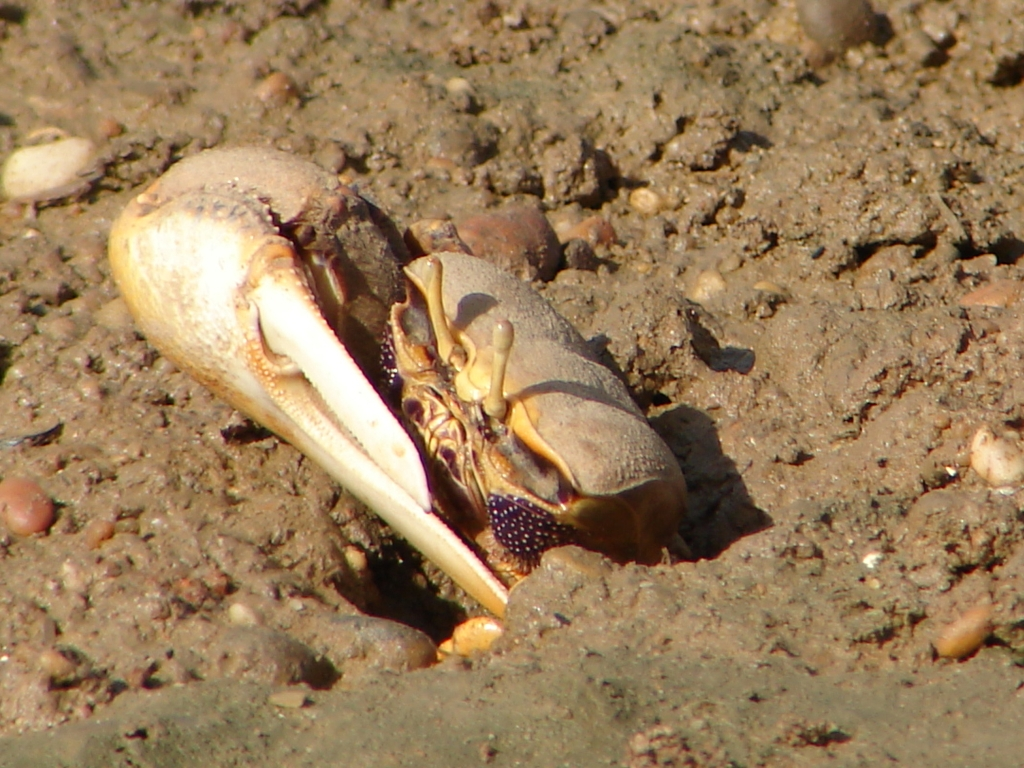
Uca tangeri.

## Ciclo de vida
Su ciclo de vida es de alrededor de dos años, hasta tres en cautiverio. Durante el cortejo, los machos ondean sus garras para atraer a las hembras. Las peleas entre los machos son presumiblemente con la intención de impresionar a las hembras.
La hembra lleva sus huevos en una masa en la parte inferior de su cuerpo. Ella permanece en su madriguera durante un período de dos semanas de gestación, después de lo cual se aventura para liberar sus huevos en la marea baja. Las larvas permanecen en el plancton durante al menos dos semanas.
Se han visto cangrejos violinistas de la especie Uca mjobergi tratando de engañar con su capacidad de pelea. Cuando pierde una garra, le crece otra más débil, que intimidará a otros cangrejos con garras más pequeñas, pero más fuertes. Este es un ejemplo de señal deshonesta.

## Subgéneros y especies
La clasificación interna del género Uca es inestable, pero contiene cerca de 95 especies divididas en 8 subgéneros:
| - Australuca - Uca bellator - Uca elegans - Uca hirsutimanus - Uca longidigitum - Uca polita - Uca seismella - Uca signata - Cranuca - Uca inversa - Gelasimus - Uca borealis - Uca dampieri - Uca hesperiae - Uca jocelynae - Uca neocultrimana - Uca tetragonon - Uca vocans - Uca vomeris | - Leptuca - Uca batuenta - Uca beebei - Uca crenulata - Uca coloradensis - Uca cumulanta - Uca deichmanni - Uca dorotheae - Uca festae - Uca helleri - Uca inaequalis - Uca latimanus - Uca leptodactylus - Uca limicola - Uca musica - Uca oerstedi - Uca panacea - Uca panamensis - Uca pugilator - Uca pygmaea - Uca saltitanta - Uca speciosa - Uca spinicarpus - Uca stenodactylus - Uca subcylindrica - Uca tallanica - Uca terpsichores - Uca tomentosa - Uca uruguayensis | - Minuca - Uca argillicola - Uca brevifrons - Uca burgersi - Uca ecuadorensis - Uca herradurensis - Uca longisignalis - Uca marguerita - Uca minax - Uca mordax - Uca pugnax - Uca rapax - Uca thayeri - Uca umbratila - Uca victoriana - Uca vocator - Uca zacae - Paraleptuca - Uca albimana - Uca annulipes - Uca bengali - Uca chlorophthalmus - Uca crassipes - Uca lactea - Uca mjobergi - Uca perplexa - Uca sindensis - Uca triangularis | - Tubuca - Uca acuta - Uca arcuata - Uca australiae - Uca capricornis - Uca coarctata - Uca demani - Uca dussumieri - Uca flammula - Uca forcipata - Uca formosensis - Uca paradussumieri - Uca rhizophoriae - Uca rosea - Uca typhoni - Uca urvillei - Uca - Uca heteropleura - Uca insignis - Uca intermedia - Uca major - Uca maracoani - Uca monilifera - Uca ornata - Uca princeps - Uca stylifera - Uca tangeri |

## Cautiverio
Ocasionalmente se los ha tenido como mascotas. Los cangrejos violinistas vendidos en tiendas de mascotas provienen de lagunas salobres. Debido a esto se los ha llamado cangrejos de agua dulce, pero no pueden vivir indefinidamente en agua dulce.